# Коплус Володимир Володимирович
Володимир Володимирович Коплус (рос. Владимир Владимирович Коплус; нар. 24 жовтня 1932, Москва, СРСР) — радянський російський футболіст, півзахисник.

## Життєпис
Вихованець московського футболу перебував у заявках ФШМ, «Торпедо» та «Локомотива», але дебютував у великому футболі лише в сезоні 1955 року в куйбишевській команді «Крила Рад», при цьому у двох із трьох проведених матчах клуб пропустив 10 м'ячів, і Володимир Коплус більше до складу не потрапляв.
1956 року провів єдиний повноцінний сезон у львівському ОБО під керівництвом Василя Турянчика — 23 матчі.
Загалом у 6 сезонах провів 45 матчів у першості СРСР.